# بيتر شو أشتون
بيتر شو أشتون (بالإنجليزية: Peter Shaw Ashton)‏ هو عالم نبات بريطاني، ولد في 27 يونيو 1934.